# Leptarrhena pyrolifolia
Leptarrhena pyrolifolia ist die einzige Pflanzenart der Gattung Leptarrhena in der Familie der Steinbrechgewächse (Saxifragaceae). Sie im nordwestlichen Nordamerika beheimatet und dort unter verschiedenen Namen wie Leatherleaf Saxifrage, Fireleaf Leptarrhena oder Pearleaf bekannt.

## Beschreibung

### Vegetative Merkmale
Leptarrhena pyrolifolia wächst als ausdauernde krautige Pflanze und erreicht Wuchshöhen von meist 15 bis 35 (8 bis 48) cm. Sie bildet Rhizome und mit schuppenförmigen Blattbasen besetzte basalen Teilen der Sprossachse, aber keine Stolonen. Der aufsteigende bis aufrechte, und glatte oben flaumig und drüsig behaarte Stängel besitzt ein bis vier, nach oben hin kleiner werdende, stängelumfassende, stiellose Laubblätter. Die meisten Laubblätter stehen in einer grundständigen Blattrosette zusammen und sind in Blattstiel und Blattspreite gegliedert. Die Blattstiele sind unbehaart. Die (1 bis) meist 2,5 bis 9,5 cm lange und (0,4 bis) meist 1 bis 4,5 cm breite, ledrige Blattspreite ist verkehrt-eiförmig bis elliptisch mit sich verjüngenden Basis und fiedernervig. Der Blattrand ist gekerbt bis gesägt. Die Blattunterseite ist matt hellgrün und die Blattoberseite ist glänzend dunkelgrün. Die unauffälligen Nebenblätter sind mit den Blattstielen verwachsen.

### Generative Merkmale

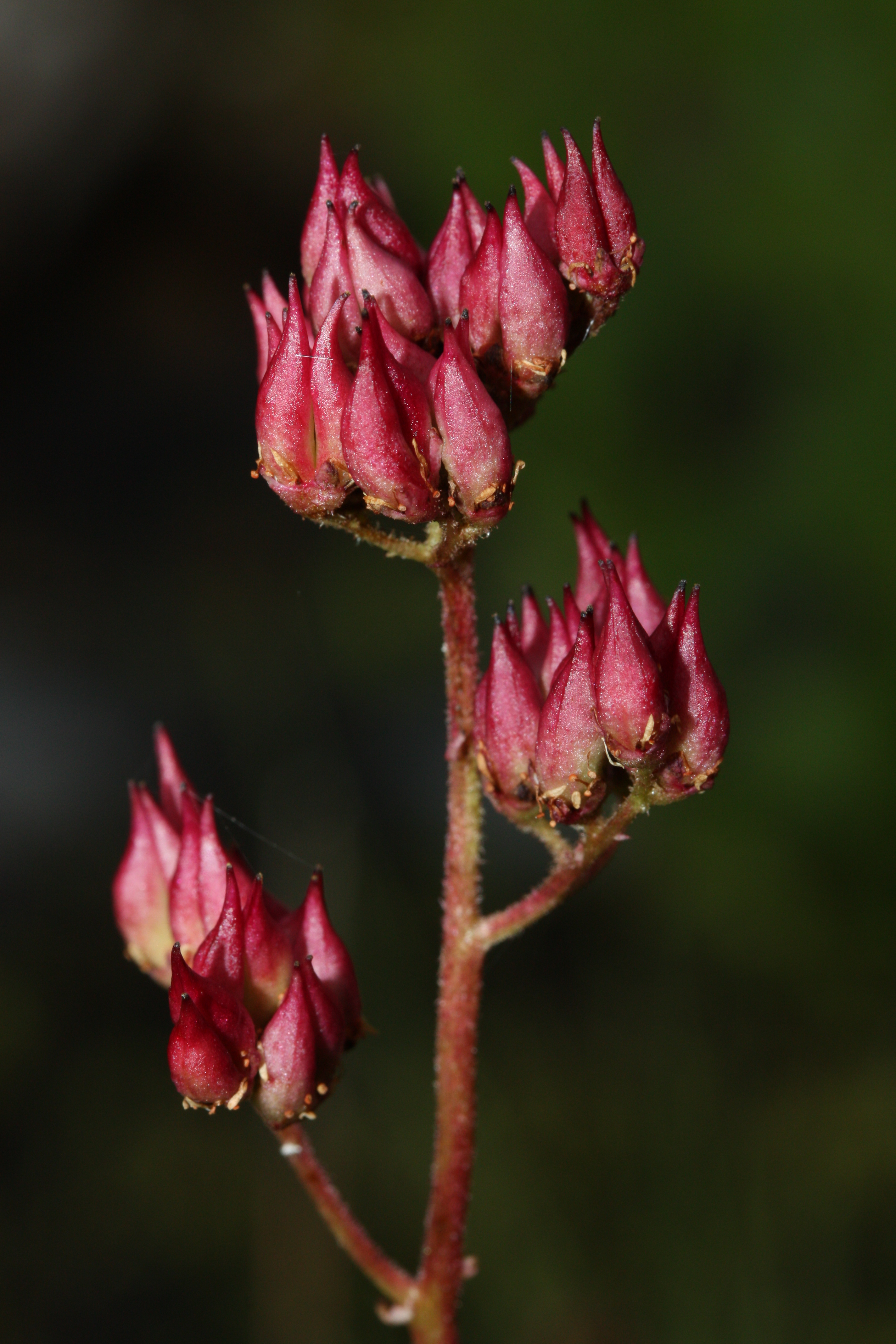
Fruchtstand von Leptarrhena pyrolifolia

In einem mit 1 bis 12 cm langen, glatten bis drüsig behaarten Blütenstandsschäften verzweigten, zymösen Blütenstand stehen über schuppenförmigen Tragblättern an Blütenstielen selten 18 bis, meistens 26 bis 100 Blüten. Die Blüten sind zwittrig und fünfzählig mit doppelten Perianth. Der ganze mit einer Länge von 0,3 bis 0,6 mm und einem Durchmesser von 1,2 bis 1,8 mm, leicht glockenförmige, unten grüne, oben meist purpurfarbene, glatte bis drüsig behaarte Blütenbecher (Hypanthium) ist auf ein Viertel bis zur Hälfte dessen Länge mit dem Fruchtknoten verwachsen. Die fünf dreieckigen bis eiförmigen, glatten bis spärlich drüsig behaarten Kelchblätter sind grünlich und 0,8 bis 1,5 mm lang und 0,7 bis 1,1 mm breit. Die fünf weißen Kronblätter sind spatelförmig bis verkehrt-lanzettlich, 1 bis 2,2 mm lang, 0,4 bis 0,7 mm breit und immer ungelappt. Es sind zwei Kreise mit je fünf Staubblättern vorhanden; sie überragen die Kronblätter. Die dünnen Staubfäden sind 0,8 bis 1,5 mm lang. Die runden bis transversel-elliptischen, 0,1 bis 0,2 mm langen und 0,2 bis 0,3 mm breiten Staubbeutel öffnen sich mit breiten, terminalen Öffnungen. Der Stempel weist eine Länge von 2 bis 3 mm und einen Durchmesser von 1 bis 1,8 mm auf. Der einviertel- bis halbunterständige Fruchtknoten ist zweikammerig. Die Samenanlagen sind vollkommen verwachsen und die Plazentation ist parietal. Die zwei leicht auseinander spreizenden Griffel enden jeweils in einer Narbe. Die Blütezeit reicht von Juni bis September.
Die aufrechte, schmal eiförmige Kapselfrucht ist grün, rot oder purpurfarben, 6 bis 9 mm lang, besitzt zwei divergierende Fruchtschnäbel und enthält 80 bis 120 Samen. Die gelblich- oder hell-braunen, glänzenden Samen sind spindelförmig, mindestens über dem Embryo gerippt, mit kegelförmigen Enden, einer Länge von 3,2 bis 4,8 mm und einem Durchmesser von 0,4 bis 0,6 mm.
Die Chromosomengrundzahl beträgt n = 7.

## Vorkommen
Die Heimat von Leptarrhena pyrolifolia liegt in den kanadischen Provinzen Alberta, British Columbia, Nordwestlichen Territorium, Yukon und in den US-amerikanischen Bundesstaaten Alaska, Idaho, Montana, Oregon, Washington. Leptarrhena pyrolifolia gedeiht auf feuchten Wiesen, an Ufern von Fließgewässern, in Sumpfgebieten, in grundwasserbeeinflussten Gebieten, an feuchten Klippen, Hängen (Schuttfächer) und Heideland, also überwiegend an feuchten Stellen, in Höhenlagen zwischen 0 und 2300 Meter. Das nordwestlichste Heimatgebiet sind die Aleuten.

## Systematik
Diese Art wurde 1822 unter dem Namen Saxifraga pyrolifolia von David Don in Transactions of the Linnean Society of London, 13 (2), S. 389 erstbeschrieben. Robert Brown stellte 1823 die neue Gattung Leptarrhena in Chloris Melvilliana, 15 mit den beiden Arten Leptarrhena pyrolifolia und Leptarrhena amplexifolia auf. Die zweite Art Leptarrhena amplexifolia, als Saxifraga amplexifolia von Kaspar Maria von Sternberg auch 1822 in Revisio Saxifragarum, I. 2, Tafel 2 erstbeschrieben, erwies sich als Synonym von Leptarrhena pyrolifolia. Als gültige Veröffentlichung für diese Art gilt heute Robert Brown in Nicolas Charles Seringe: Prodromus Systematis Naturalis Regni Vegetabilis, Teil 4, 1830, S. 48. Beide Arten wurden im gleichen Jahr beschrieben; ob Leptarrhena amplexifolia oder Leptarrhena pyrolifolia der Vorzug zu geben ist, wurde von Richard J. Gornall 1985 diskutiert und entschieden. Weitere Synonyme sind: Saxifraga coriacea Ser., Leptarrhena inundata Kellogg, Leptarrhena micrantha Fisch. & Raf., Saxifraga micrantha DC., Saxifraga parviflora Cham., Saxifraga unalaschensis Sternb.
Der Gattungsname Leptarrhena ist aus den griechischen Wörtern leptos für dünn und arrhen für männlich abgeleitet und bezieht sich auf die Staubfäden. Das Artepitheton pyrolifolia bedeutet die Laubblätter sehen aus wie von Pyrola.

## Nutzung
Leptarrhena pyrolifolia wurde in der Volksmedizin genutzt. Das Volk der Aleuten in Alaska gebrauchte einen Aufguss aus den Laubblättern um Influenza zu behandeln, und die Nlaka'pamux (Thompson Indianer) in British Columbia verwendeten einen Umschlag aus gekauten, frischen Laubblättern auf Wunden.
Über eine heutige Nutzung durch den Menschen ist nichts bekannt.